# Barrage d'Argentat
Le barrage d'Argentat, également appelé barrage du Sablier, est un barrage français situé sur la Dordogne, deux kilomètres en amont de la ville d'Argentat, sur la commune d'Argentat-sur-Dordogne, dans le département de la Corrèze.

## Généralités
Le barrage d'Argentat, construit entre 1954 et 1957, est utilisé pour produire de l'énergie à l'aide d'une centrale hydroélectrique.
Cet ouvrage de type « piles-usines » est formé de cinq piles creuses dont trois sont équipées d'un groupe hydro-électrique. Construit sous la direction d'André Borie, il est en béton et ses fondations s'enfoncent dans le granite. En ce lieu, le bassin versant de la Dordogne est de 4 412 km2.
Sa retenue, longue d'environ huit kilomètres, commence juste en aval du barrage du Chastang. Établie à une altitude de 192,5 mètres, elle s'étend sur 106 hectares et représente un volume de 7,2 millions de m3. Elle reçoit également les eaux du Doustre et de la Glane. Outre la commune d'Argentat-sur-Dordogne, elle est bordée par celles de Saint-Martial-Entraygues et Saint-Martin-la-Méanne en rive droite, de Hautefage en rive gauche, et de Servières-le-Château sur les deux rives.

## Dimensions
Le barrage d'Argentat est de dimensions modestes par rapport à celui du Chastang, 50 % plus long et dernier barrage majeur sur la Dordogne.
- Hauteur sur terrain naturel : 31 m
- Hauteur sur fondations : 34 m
- Longueur de crête : 196 m
- Largeur de la crête : 27,35 m
- Largeur à la base : 35,50 m
- Volume du barrage : 85 000 m3[2]

## Galerie de photos

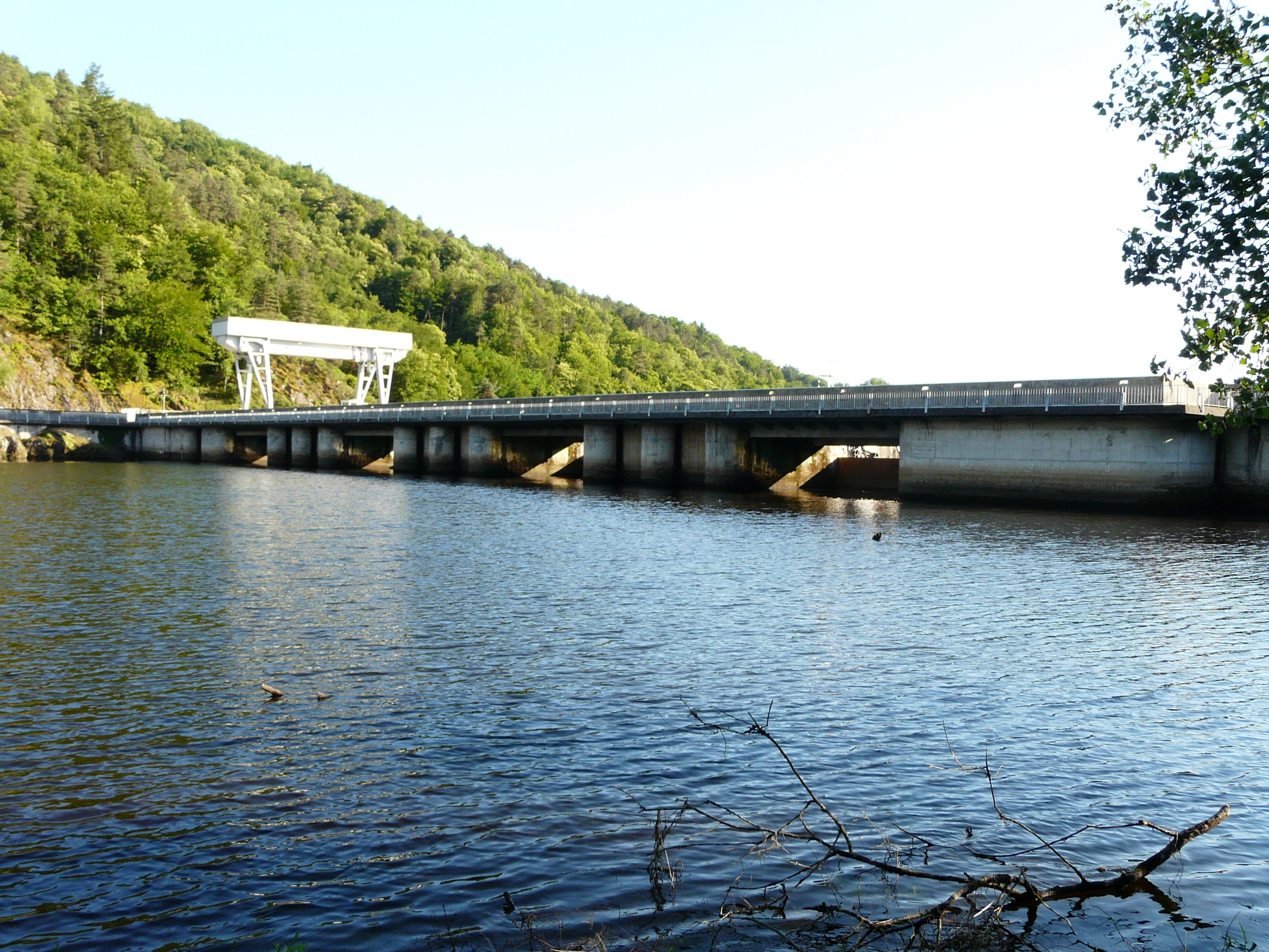
Le barrage vu depuis l'amont.
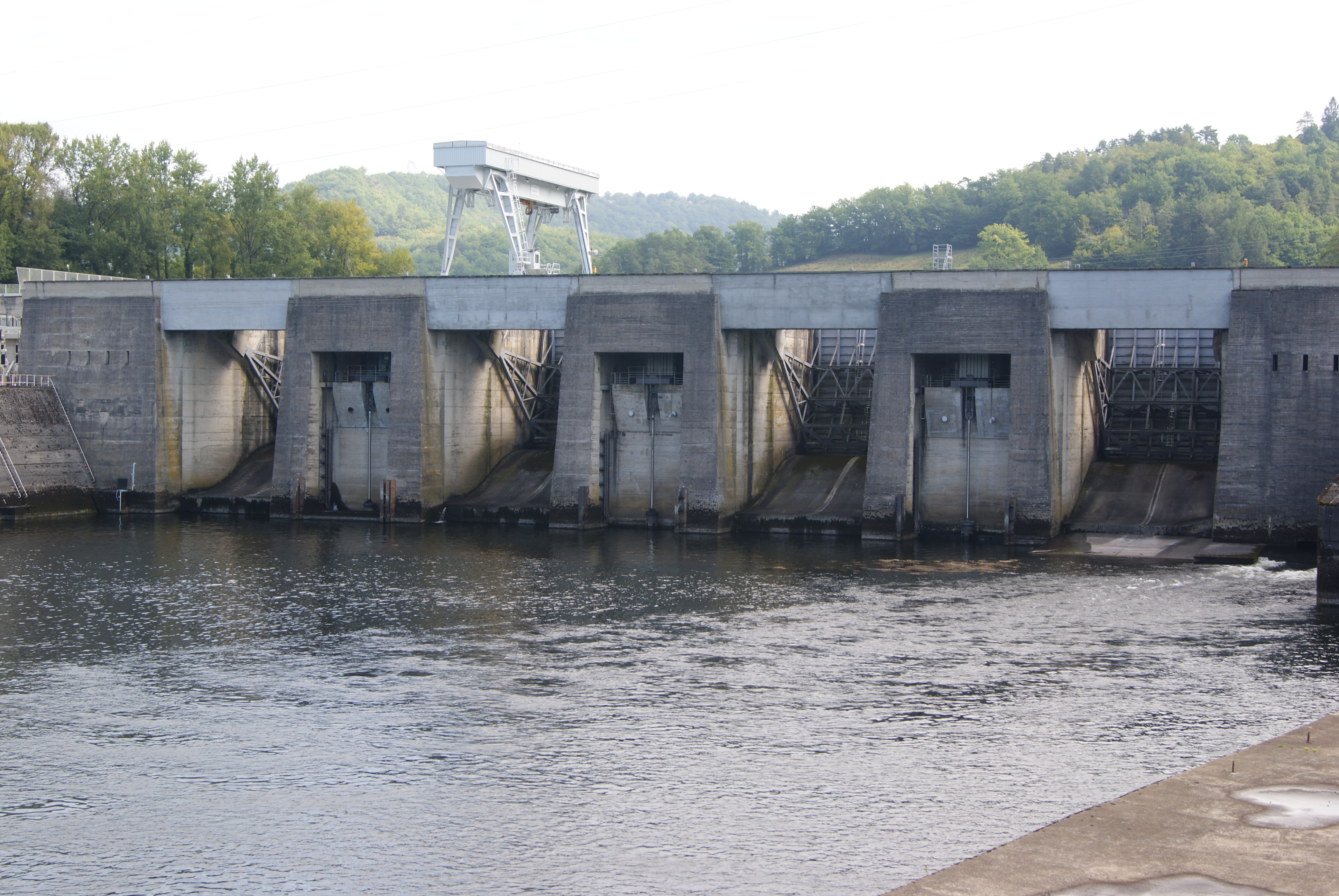
Détail des portes en aval.
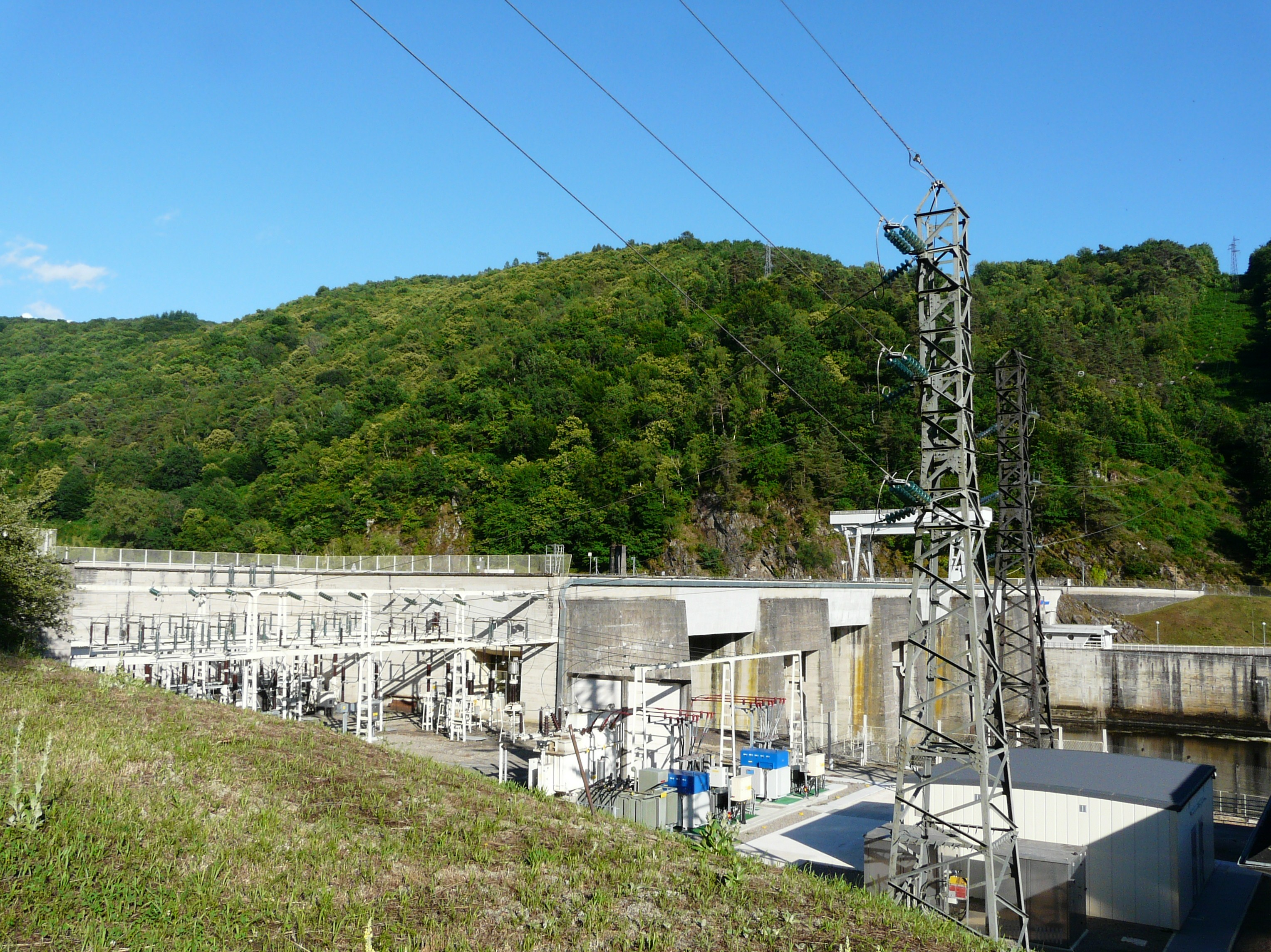
Le poste de transformation électrique.
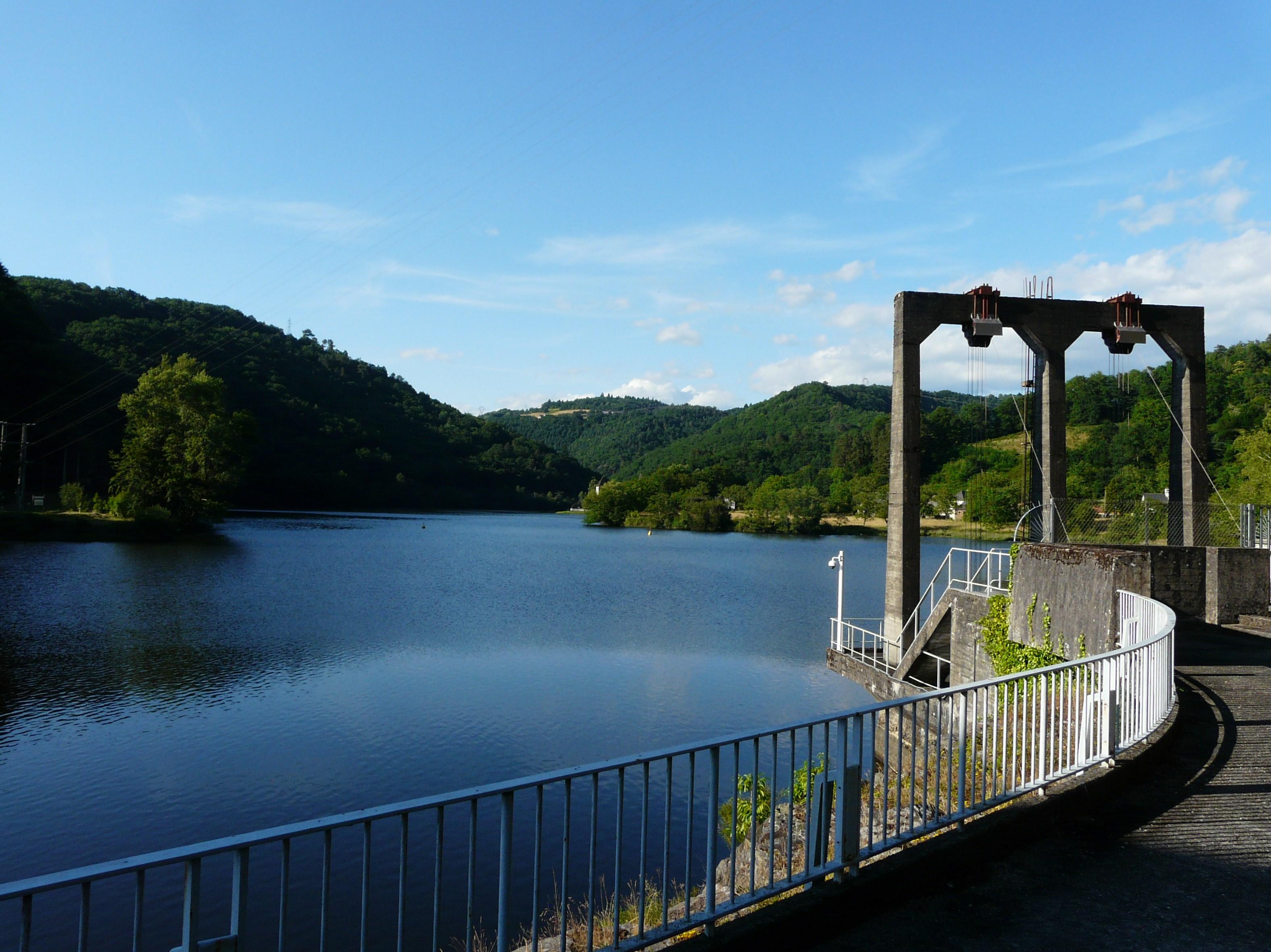
La retenue juste en amont du barrage.
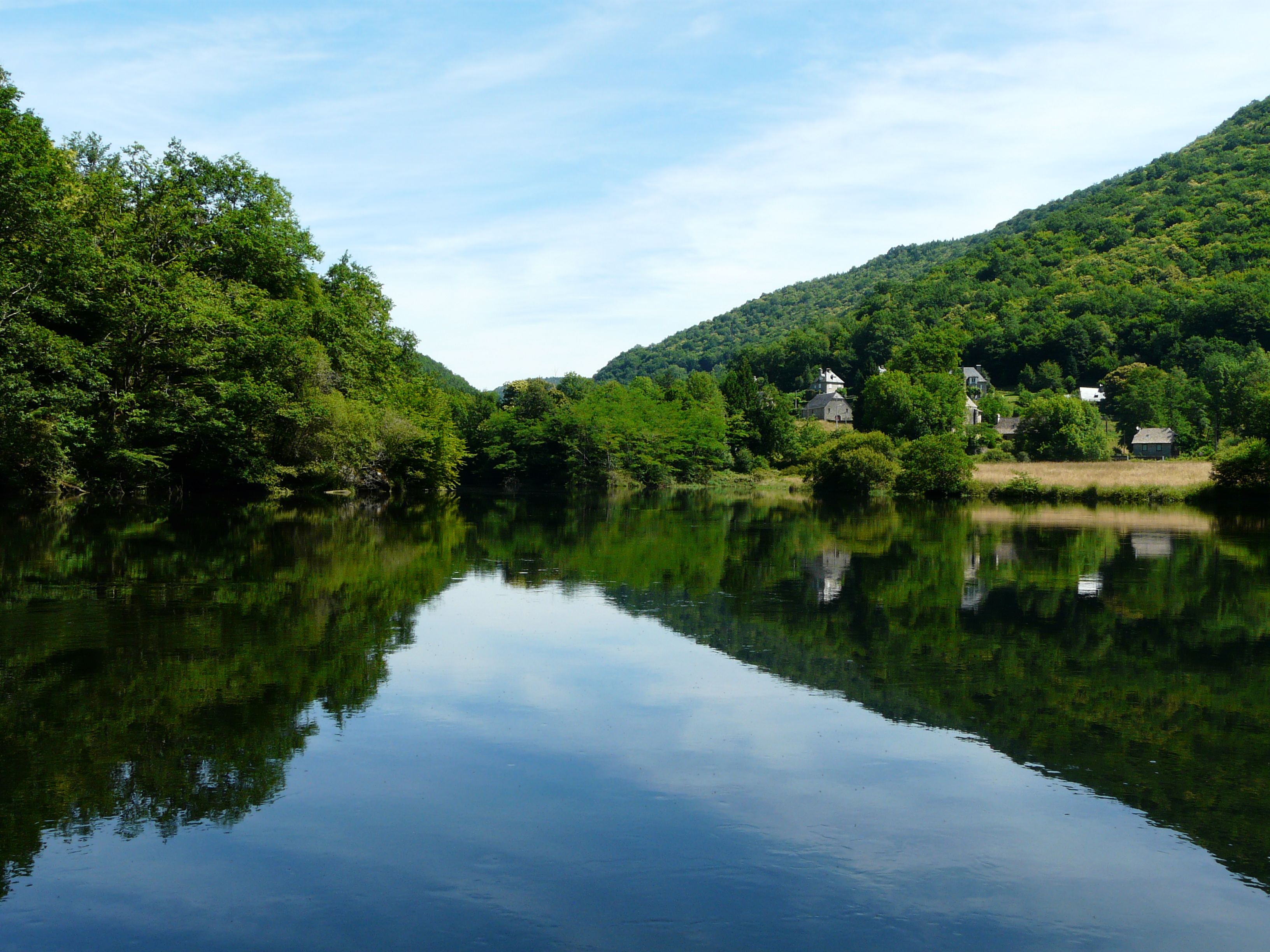
La retenue à Longeval, entre Hautefage et Saint-Martial-Entraygues.
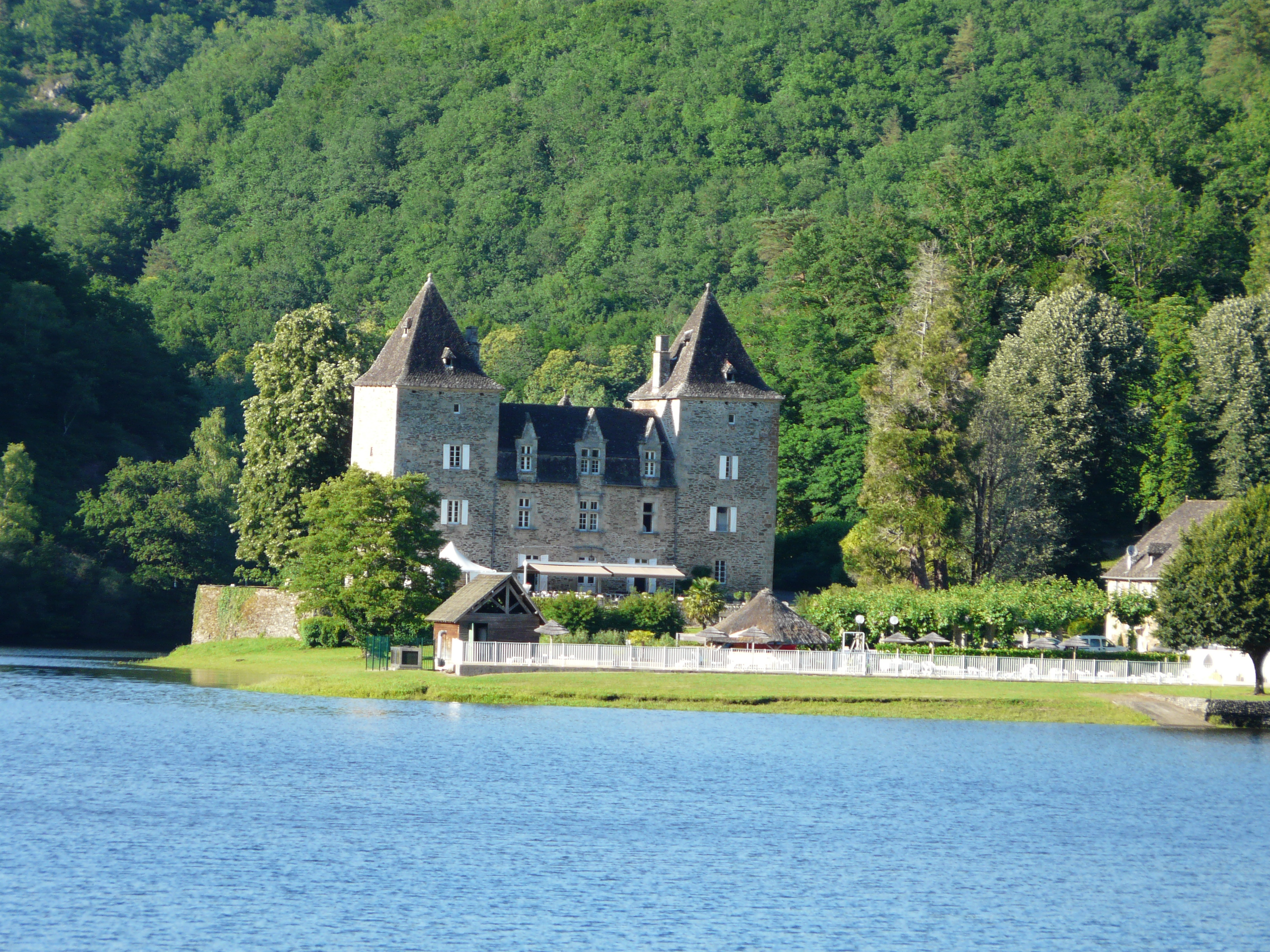
Le château du Gibanel, en bordure de la retenue, à Saint-Martial-Entraygues.